# موتور بارگذاری جانبی تی‌سی‌پی
موتور بارگذاری جانبی TCP
فن آوری جدیدی است که به کارتهای شبکه قابلیت بارگذاری جانبی را می‌دهد که در آن محتوای پشته TCPIP برای استفاده کنترل‌گر شبکه پردازش می‌شود. این فن آوری عموماً در کارت‌های شبکه فوق سریع مانند رابط‌های گیگابیت اترنت یا ۱۰ گیگ اترنت که پردازش سرریز قابل توجه پشته شبکه قابل توجه است بکار برده می‌شود. اصطلاح TOE عموماً برای اشاره به خود کارت شبکه استفاده می‌شود. هرچند مهندسین مدار از آن برای اشاره به یک مدار داخلی موجود در کارت شبکه بکار برده می‌شود که وظیفه پردازش هدر TCP/IP را بعهده دارد. آنها اغلب به عنوان یک راهکار مناسب در جهت کاهش سربار پرتکل‌های IP مربوط به ذخیره‌سازها پیشنهاد می‌گردد.

## هدف
tcp/ip به صورت پیش‌فرض برای شبکه‌های نا پایدار با سرعت پایین (مانند مودم‌های اولیه) طراحی شده‌است. اما با استفاده از ستون فقرات بسیار سریع شبکه اینترنت (فیبر نوری؛ اترنت گیگا و ده گیگ) و همچنین استفاده از فرایندهایی که شبکه‌های پایداری را فراهم می‌کنند موجب گردید ایستگاه‌های کاری، به خصوص ایستگاه‌هایی که در دیتا سنترها کار می‌کنند، نیازمند به سرعتی بالاتر از یک گیگابیت باشند. پیاده‌سازی نرم‌افزاری TCP نیازمند پردازش گسترده‌ای می‌باشد. به عنوان مثال پردازش مربوط به گیگابیت اترنت فول داپلکس برای اشغال ۸۰ درصد از توان پردازند مرکزی پنتیوم چهار ۲٫۴ کافی است و این موجب می‌شود سایر متقاضیان با کمبود منابع روبرو شوند. با توجه به اتصال‌گرا بودن پرتکل TCP/IP می‌تواند جنبه‌هایی برای سربار بیشتر پردازند ایجاد نماید. این جنبه‌ها عبارتند از:
- برقراری ارتباط سه مرحله‌ای که برای اتصال استفاده می‌شود (همزمان‌سازی؛ پاسخ همزمانی؛ پاسخ نهایی)
- تصدیق پکت‌هایی که با پکت انتهایی ارسال می‌شوند برای جریان پیام جدید سربار تولید می‌کند
- محاسبه رقم کنترلی و رقم توالی
- پنجره‌های کشویی جهت تصدیق و کنترل تراکم
- پایان اتصال

انتقال رسیدگی برخی از این رویه‌ها به سخت‌افزار می‌تواند موجب آزادسازی حجم بالای از پردازشگر گردد. این همان چیزی است که به آن موتور بارگذاری جانبی TCP یا TOE گفته می‌شود. هرچند در سال ۲۰۰۸ تعداد کمی از کارت‌های شبکه از این فنآوری استفاده می‌کردند اما امروزه اکثر این سخت‌افزارها جز این فنآوری از فنآوری‌های جدید دیگری مانند بارگذاری حجیم جانبی استفاده می‌کنند